# Cry for You
Singles de September
It Doesn't Matter
(2006) Can't Get Over
(2007)
Cry for You ou Cry for You (You'll Never See Me Again) sortie sous le label Hard2Beat, est une chanson de l'artiste suédoise September. Cette chanson reprend le sample de la chanson Smalltown Boy de Bronski Beat extrait de l'album studio The Age of Consent. Le single de dance-pop atteint la première place du hit-parade au Royaume-Uni durant 3 semaines.  Aux États-Unis, Cry For You est le second single extrait de l'album studio éponyme September (2007), succède à Satellites, et atteint la 8e place du classement Billboard Dance Airplay chart. Tandis qu'à l'étranger, Cry for You est le 5e single extrait du second album studio In Orbit (2005) qui succède à It Doesn't Matter. En Europe le single est inclus dans de nombreux album de compilations. La chanson a été écrite et produite par Jonas von der Burg, Anoo Bhagavan et Niclas von der Burg.
Le single rencontre un énorme succès en Suède, le pays d'origine de la chanteuse, mais aussi en Europe où September signe son plus grand tube mondial. En Suède Cry For You se classe 6e pendant 2 semaines du hit-parade Swedish Top 60 Singles et reste durant 17 semaines dans le classement. La chanson devient le 936e titre le plus vendus de tous les temps. Au Royaume-Uni, le single est la 5e meilleure vente en 2008.
En novembre 2010, Cry For You s'est vendu à 500 000 exemplaires aux États-Unis et 4 ans plus tard, le single est certifié disque d'or. Elle est la 1re artiste suédoise à recevoir une certification de disque d'or depuis 2008 après le groupe Ace of Base avec Cruel Summer.

## Format et liste des pistes
| - Suède CD single (CATCHY054) 1. "Cry for You" (Single Edit) (3:30) 2. "Cry for You" (Radio Extended) (5:25) 3. "Cry for You" (Jackal Remix Short) (4:00) 4. "Cry for You" (Jackal Remix Long) (5:48) - US CD single (72162) 1. "Cry for You" (Single Edit) (3:30) 2. "Cry for You" (Granite & Phunk Radio Edit) (3:33) 3. "Cry for You" (Jackal Remix Short) (4:00) 4. "Cry for You" (Radio Extended) (5:26) 5. "Cry for You" (Granite & Phunk Club Mix) (7:13) 6. "Cry for You" (Jackal Remix Long) (5:48) - Pays*Bas Digital single 1. "Cry for You" (Radio Edit) (3:30) 2. "Cry for You" (Radio Extended) (5:25) 3. "Cry for You" (Jackal Remix Short) (4:00) 4. "Cry for You" (Jackal Remix Long) (5:48) 5. "Cry for You" (Jaydee Remix) (6:16) - Pays-Bas CD single (SAR 200702) 1. "Cry for You" (Single Edit) (3:30) 2. "Cry for You" (Radio Extended) (5:25) 3. "Cry for You" (Jackal Remix Short) (4:00) 4. "Cry for You" (video) - UK Digital single 1. "Cry for You" (UK Radio Edit) (2:47) - UK CD single (H2B03CDX) 1. "Cry for You" (UK Radio Edit) (2:45) 2. "Cry for You" (Original Edit) (2:46) - UK CD maxi (H2B03CDS) 1. "Cry for You" (UK Radio Edit) (2:45) 2. "Cry for You" (Original Edit) (2:46) 3. "Cry for You" (Dave Ramone Extended Mix) (6:12) 4. "Cry for You" (Spencer & Hill Remix) (6:45) 5. "Cry for You" (Darren Styles Club Mix) (5:28) 6. "Cry for You" (Candlelight Edit) (3:06) 7. "Cry for You" (UK video) - UK Limited Promo 12" Vinyl (H2B03P2LTD) 1. "Cry for You" (Bad Behaviour Remix) (6:46) - Suède CD single (CATCHY096) (Re-release) 1. "Cry for You" (UK Radio Edit) (2:45) 2. "Cry for You" (Original Edit) (2:46) 3. "Cry for You" (Dave Ramone Extended Mix) (6:12) 4. "Cry for You" (Spencer & Hill Remix) (6:45) 5. "Cry for You" (Darren Styles Club Mix) (5:28) 6. "Cry for You" (Candlelight Edit) (3:06) | - US Digital single 1. "Cry for You" (Exclusive New Mix) (3:56) - Océanie EP 1. "Cry for You" (Radio Edit) (3:29) 2. "Cry for You" (Extended) (5:25) 3. "Cry for You" (Spencer & Hill Remix) (6:45) 4. "Cry for You" (Darren Styles Club Mix) (5:28) 5. "Cry for You" (Dave Ramone Extended Mix) (6:12) 6. "Cry for You" (Jackal Remix) (5:49) 7. "Cry for You" (Candlelight Mix) (3:02) 8. "Satellites" (Acoustic Version) (3:03) - Australie / Nouvelle-Zélande CD single (CRSCD50553) 1. "Cry for You" (Radio Edit) (3:30) 2. "Cry for You" (Extended) (5:25) 3. "Cry for You" (Spencer & Hill Remix) (6:45) 4. "Cry for You" (Darren Styles Club Mix) (5:28) 5. "Cry for You" (Dave Ramone Extended Remix) (6:12) 6. "Cry for You" (Jackal Remix) (5:49) 7. "Cry for You" (Candlelight Edit) (3:02) - France Single digital 1. "Cry for You" (UK Radio Edit) (2:47) 2. "Cry for You" (Original Edit) (2:46) 3. "Cry for You" (Original Version) (3:30) 4. "Cry for You" (Acoustic Candlelight Edit) (3:06) 5. "Cry for You" (Dave Ramone Remix) (6:14) 6. "Cry for You" (Original Club Mix) (5:25) 7. "Cry for You" (Spencer Hill Remix) (6:17) 8. "Cry for You" (Spencer Hill Dub) (6:32) 9. "Cry for You" (Darren Styles Remix) (5:30) - France CD single (AS 192 999-7) 1. "Cry for You" (UK Radio Edit) (2:47) 2. "Cry for You" (Original Version) (3:28) 3. "Cry for You" (Original Club Mix) (5:25) 4. "Cry for You" (Dave Ramone Remix) (6:14) 5. "Cry for You" (Acoustic Candlelight Edit) (3:06) - Allemagne CD single (1782435) 1. "Cry for You" (UK Radio Edit) (2:47) 2. "Cry for You" (Spencer & Hill Radio Edit) (6:45) 3. "Cry for You" (Dave Ramone Extended Mix) (6:14) 4. "Cry for You" (Acoustic Candlelight Edit) (3:06) |

## Classement par pays
| Classement (2006–2009)                    | Meilleure position |
| ----------------------------------------- | ------------------ |
| Australie (ARIA)                          | 14                 |
| Autriche (Ö3 Austria Top 40)              | 7                  |
| Belgique (Flandre Ultratop 50 Singles)    | 22                 |
| Belgique (Wallonie Ultratop 50 Singles)   | 33                 |
| Canada (Canadian Hot 100)                 | 33                 |
| Tchéquie (IFPI Rádio)                     | 1                  |
| Danemark (Tracklisten)                    | 10                 |
| Pays-Bas (Nederlandse Top 40)             | 4                  |
| Europe (European Hot 100 Singles)         | 15                 |
| Finlande (Suomen virallinen lista)        | 13                 |
| France (SNEP)                             | 6                  |
| Allemagne (Media Control AG)              | 11                 |
| Irlande (IRMA)                            | 8                  |
| Nouvelle-Zélande (RMNZ)                   | 39                 |
| Slovaquie (IFPI Rádio)                    | 6                  |
| Suède (Sverigetopplistan)                 | 6                  |
| Suisse (Schweizer Hitparade)              | 6                  |
| Royaume-Uni (The Official Charts Company) | 5                  |
| États-Unis Billboard Hot 100              | 74                 |
| États-Unis Billboard Hot Dance Airplay    | 1                  |
| États-Unis Billboard Pop Songs            | 29                 |

| Pays            | Certification |
| --------------- | ------------- |
| Australie ARIA  | Or            |
| Canada CRIA     | Or            |
| Danemark IFPI   | Platinum      |
| Suède Sweden    | Or            |
| États-Unis RIAA | Or            |
| France SNEP     | Or            |

| Classement (2007)            | Position |
| ---------------------------- | -------- |
| Suède Singles Chart          | 60       |
| États-Unis Hot Dance Airplay | 4        |
| Classement (2008)            | Position |
| Australie Singles Chart      | 57       |
| Autriche Singles Chart       | 70       |
| Pays-Bas Dutch Top 40        | 28       |
| Europe Hot 100 Singles       | 37       |
| France Singles Chart         | 51       |
| Allemagne Singles Chart      | 81       |
| Suisse Singles Chart         | 58       |
| Royaume-Uni UK Singles Chart | 35       |
| États-Unis Pop 100           | 99       |